# Municipio de South Crouch
El municipio de South Crouch (en inglés: South Crouch Township) es un municipio ubicado en el condado de Hamilton en el estado estadounidense de Illinois. En el año 2010 tenía una población de 260 habitantes y una densidad poblacional de 4 personas por km².

## Geografía
El municipio de South Crouch se encuentra ubicado en las coordenadas 38°10′8″N 88°31′19″O / 38.16889, -88.52194. Según la Oficina del Censo de los Estados Unidos, el municipio tiene una superficie total de 65 km², de la cual 64,98 km² corresponden a tierra firme y (0,03 %) 0,02 km² es agua.

## Demografía
Según el censo de 2010, había 260 personas residiendo en el municipio de South Crouch. La densidad de población era de 4 hab./km². De los 260 habitantes, el municipio de South Crouch estaba compuesto por el 99,23 % blancos y el 0,77 % eran de una mezcla de razas. Del total de la población el 0 % eran hispanos o latinos de cualquier raza.